# 乐城镇
乐城镇，是中华人民共和国广东省肇庆市高要区下辖的一个乡镇级行政单位。地处高要区西北部，东与水南镇相接，南与禄步镇相连，西与河台镇相邻，北与广宁县五和镇接壤。

## 行政区划
乐城镇下辖以下地区：
乐城镇社区、河社村、息源村、罗板村、领村、布浮村、伍村、金鸡村、罗带村、洞源村、思可村、罗院村、银村、仙人坑村和社播村。